# Levino Ferreira
Levino Ferreira da Silva (Bom Jardim, 2 de dezembro de 1890 – Recife, 9 de janeiro de 1970) foi um saxofonista, trompetista e compositor brasileiro.
É considerado como o mais conhecido autor de frevos de rua. Informa o pesquisador Leonardo Dantas que ele gravou seu primeiro sucesso (satanás na onda - frevo pernambucano) em 1935. Recebeu o 1º prêmio do Concurso de Diário da Manhã em março do mesmo ano. Vale destacar que ele não se resumiu a criação de frevos, ele também compôs músicas eruditas "A dança do cavalo-marinho" é um exemplo.
Os seguintes frevos são de sua autoria: diabo solto, diabinho de saia, fala Pierrô, cadê você, Mexe com tudo, a Cobra fumando, entra na fila, Pernambuco falando para o mundo, Rádio Patrulha, Vassourinhas está no Rio, É pra quem pode, Retalhos de saudade, Lá vai tempo, Pororoca, Não adianta chorar, vai e vem e um dos mais conhecidos último dia.  